# Alban Hoxha
Alban Hoxha (ur. 23 listopada 1987 w Cërrik) – albański piłkarz występujący na pozycji bramkarza w albańskim klubie Partizani Tirana oraz w reprezentacji Albanii. Wychowanek Dinama Tirana, w swojej karierze grał także w takich klubach, jak Turbina Cërrik, Apolonia Fier, KS Kastrioti oraz Besa Kavaja. Znalazł się w kadrze na Mistrzostwa Europy 2016.